# Danh sách giải thưởng và đề cử của Lisa
Lisa là một nữ ca sĩ kiêm rapper người Thái Lan và là thành viên của nhóm nhạc nữ Hàn Quốc Blackpink. Cô đã phát hành album đơn đầu tay Lalisa và đĩa đơn chính cùng tên vào tháng 9 năm 2021. Dự án này đã giúp Lisa phá vỡ một số Kỷ lục Guinness Thế giới, bao gồm video ca nhạc trên YouTube được xem nhiều nhất của một nghệ sĩ solo trong 24 giờ, nghệ sĩ K-pop solo nữ nhanh nhất đạt 1 tỷ lượt phát trực tuyến trên Spotify và album đầu tiên của một nghệ sĩ K-pop solo đạt 1 tỷ lượt phát trực tuyến trên Spotify. Đĩa đơn thứ hai của album " Money " cũng đã giành được Kỷ lục Guinness Thế giới khi là ca khúc K-pop đầu tiên của một nghệ sĩ solo đạt 1 tỷ lượt phát trực tuyến trên Spotify. Lisa đã được trao giải K-Pop xuất sắc nhất tại cả Giải thưởng Video âm nhạc MTV năm 2022 và Giải thưởng âm nhạc MTV Châu Âu năm 2022 , giành được hai Kỷ lục Guinness Thế giới khi là nghệ sĩ solo K-pop đầu tiên trong lịch sử giành giải MTV VMA và EMA. Cô cũng đã giành giải Mubeat Global Choice Award – Nữ tại Gaon Chart Music Awards lần thứ 11 và Worldwide Fans' Choice Top 10 tại Mnet Asian Music Awards 2021 . 
Lisa được Bộ Văn hóa Thái Lan vinh danh là nhà lãnh đạo đại sứ văn hóa và được đưa vào Asian Hall of Fame với tư cách là Biểu tượng Văn hóa vào năm 2023. Cô đã trở thành nghệ sĩ solo K-pop đạt nhiều Kỷ lục Guinness Thế giới nhất trong lịch sử, và giành thêm hai kỷ lục nữa cho nghệ sĩ K-pop được theo dõi nhiều nhất trên Instagram vào năm 2023 và đạt được một triệu người theo dõi trên TikTok trong thời gian nhanh nhất vào năm 2024. " Rockstar ", đĩa đơn chính trong album phòng thu đầu tay của Lisa, Alter Ego (2025), đã nhận được bốn đề cử tại Giải thưởng Video âm nhạc của MTV năm 2024 và giành giải Best K-Pop, giúp cô trở thành nghệ sĩ solo đầu tiên giành giải thưởng này hai lần. Đĩa đơn thứ hai của album, " New Woman " có sự góp mặt của Rosalía , đã giành giải  Best Collaboration tại Giải thưởng Âm nhạc Châu Âu của MTV năm 2024, nơi Lisa cũng giành giải Biggest Fans và được đề cử cho Best K-Pop và Best Video. Lisa được xếp hạng trong Danh sách 100 người châu Á có sức ảnh hưởng nhất của Gold House năm 2022 và 2025 và Danh sách 40 người nổi tiếng quyền lực nhất Hàn Quốc của Forbes năm 2025.

## Giải thưởng và đề cử
- A
- Ă
- Â
- B
- C
- D
- Đ
- F
- G
- H
- I
- J
- K
- M
- N
- P
- S
- T
- U
- Ư
- W

| Lễ trao giải                    | Năm  | Hạng mục                                | Người được đề cử/tác phẩm                         | Kết quả      | Tham khảo |
| ------------------------------- | ---- | --------------------------------------- | ------------------------------------------------- | ------------ | --------- |
| Asia Artist Awards              | 2023 | Popularity Award – Singer (Female)      | Lisa                                              | Đề cử        | [ 3 ]     |
| Asia Artist Awards              | 2024 | Popularity Award – Singer (Female)      | Lisa                                              | Đề cử        | [ 4 ]     |
| Asian Pop Music Awards          | 2021 | Song of the Year (Overseas)             | "Lalisa"                                          | Đoạt giải    | [ 5 ]     |
| Asian Pop Music Awards          | 2021 | Top 20 Songs of the Year (Overseas)     | "Lalisa"                                          | Đoạt giải    | [ 5 ]     |
| Asian Pop Music Awards          | 2021 | Top 20 Albums of the Year (Overseas)    | Lalisa                                            | Đoạt giải    | [ 5 ]     |
| Asian Pop Music Awards          | 2021 | People's Choice Award (Overseas)        | Lalisa                                            | 9th place    | [ 5 ]     |
| Asian Pop Music Awards          | 2021 | Best Dance Performance (Overseas)       | "Money"                                           | Đề cử        | [ 6 ]     |
| Asian Pop Music Awards          | 2021 | Best Female Artist (Overseas)           | Lisa                                              | Đề cử        | [ 6 ]     |
| Asian Pop Music Awards          | 2021 | Record of the Year (Overseas)           | "Lalisa"                                          | Đề cử        | [ 6 ]     |
| Asian Pop Music Awards          | 2024 | Top 20 Songs of the Year (Overseas)     | "Rockstar"                                        | Đoạt giải    | [ 7 ]     |
| Asian Pop Music Awards          | 2024 | People's Choice Award (Overseas)        | "Rockstar"                                        | 2nd place    | [ 7 ]     |
| Asian Pop Music Awards          | 2024 | Best Collaboration (Overseas)           | "New Woman" (với Rosalía)                         | Đề cử        | [ 8 ]     |
| Asian Pop Music Awards          | 2024 | Song of the Year (Overseas)             | "Rockstar"                                        | Đề cử        | [ 8 ]     |
| Bravo Otto                      | 2022 | Best Newcomer                           | Lisa                                              | Đoạt giải    | [ 9 ]     |
| Clio Awards                     | 2025 | Music Marketing – Music Videos          | "Rockstar"                                        | Bronze       | [ 10 ]    |
| D Awards                        | 2025 | Best Girl Solo Popularity Award         | Lisa                                              | Đề cử        | [ 11 ]    |
| The Fact Music Awards           | 2021 | Fan N Star Choice Individual            | Lisa                                              | Đề cử        | [ 12 ]    |
| Gaon Chart Music Awards         | 2022 | Mubeat Global Choice Award – Female     | Lisa                                              | Đoạt giải    | [ 13 ]    |
| Hanteo Music Awards             | 2021 | Artist Award – Female Solo              | Lisa                                              | Đoạt giải    | [ 14 ]    |
| Hanteo Music Awards             | 2021 | Initial Chodong Record Award            | Lalisa                                            | Đoạt giải    | [ 15 ]    |
| iHeartRadio Music Awards        | 2025 | Best Music Video                        | "Rockstar"                                        | Đề cử        | [ 16 ]    |
| iHeartRadio Music Awards        | 2025 | K-Pop Artist of the Year                | Lisa                                              | Đề cử        | [ 16 ]    |
| Joox Thailand Music Awards      | 2020 | Social Superstar                        | Lisa                                              | Đề cử        | [ 17 ]    |
| Joox Thailand Music Awards      | 2022 | Korean Song of the Year                 | "Money"                                           | Đoạt giải    | [ 18 ]    |
| Joox Thailand Music Awards      | 2022 | Korean Song of the Year                 | "Lalisa"                                          | Đề cử        | [ 19 ]    |
| Joox Thailand Music Awards      | 2022 | International Song of the Year          | "SG" (với DJ Snake, Ozuna và Megan Thee Stallion) | Đề cử        | [ 19 ]    |
| Korea First Brand Awards        | 2022 | Best Female Solo Singer                 | Lisa                                              | Đề cử        | [ 21 ]    |
| Mnet Asian Music Awards         | 2021 | Worldwide Fans' Choice Top 10           | Lisa                                              | Đoạt giải    | [ 22 ]    |
| Mnet Asian Music Awards         | 2021 | Artist of the Year                      | Lisa                                              | Đề cử        | [ 23 ]    |
| Mnet Asian Music Awards         | 2021 | Best Dance Performance Solo             | "Lalisa"                                          | Đề cử        | [ 24 ]    |
| Mnet Asian Music Awards         | 2021 | Best Female Artist                      | Lisa                                              | Đề cử        | [ 24 ]    |
| Mnet Asian Music Awards         | 2021 | Song of the Year                        | "Lalisa"                                          | Đề cử        | [ 23 ]    |
| Mnet Asian Music Awards         | 2021 | TikTok Favorite Moment                  | Lisa                                              | Đề cử        | [ 25 ]    |
| Mnet Asian Music Awards         | 2021 | Worldwide Icon of the Year              | Lisa                                              | Đề cử        | [ 23 ]    |
| MTV Europe Music Awards         | 2021 | Best K-Pop                              | Lisa                                              | Đề cử        | [ 26 ]    |
| MTV Europe Music Awards         | 2022 | Best K-Pop                              | Lisa                                              | Đoạt giải    | [ 27 ]    |
| MTV Europe Music Awards         | 2024 | Best Collaboration                      | "New Woman" (với Rosalía)                         | Đoạt giải    | [ 28 ]    |
| MTV Europe Music Awards         | 2024 | Biggest Fans                            | Lisa                                              | Đoạt giải    | [ 28 ]    |
| MTV Europe Music Awards         | 2024 | Best K-Pop                              | Lisa                                              | Đề cử        | [ 29 ]    |
| MTV Europe Music Awards         | 2024 | Best Video                              | "New Woman" (với Rosalía)                         | Đề cử        | [ 29 ]    |
| MTV MIAW Awards                 | 2022 | Best Fandom                             | Lisa                                              | Đề cử        | [ 30 ]    |
| MTV MIAW Awards                 | 2022 | Global Hit of the Year                  | "Money"                                           | Đề cử        | [ 30 ]    |
| MTV MIAW Awards                 | 2022 | K-Pop Domination                        | Lisa                                              | Đề cử        | [ 30 ]    |
| MTV MIAW Awards                 | 2023 | K-Pop Domination                        | Lisa                                              | Đề cử        | [ 31 ]    |
| MTV Video Music Awards          | 2022 | Best K-Pop                              | "Lalisa"                                          | Đoạt giải    | [ 32 ]    |
| MTV Video Music Awards          | 2024 | Best K-Pop                              | "Rockstar"                                        | Đoạt giải    | [ 33 ]    |
| MTV Video Music Awards          | 2024 | Best Art Direction                      | "Rockstar"                                        | Đề cử        | [ 34 ]    |
| MTV Video Music Awards          | 2024 | Best Choreography                       | "Rockstar"                                        | Đề cử        | [ 34 ]    |
| MTV Video Music Awards          | 2024 | Best Editing                            | "Rockstar"                                        | Đề cử        | [ 34 ]    |
| Myx Music Awards                | 2024 | Global Video of the Year                | "Rockstar"                                        | Đề cử        | [ 35 ]    |
| Nickelodeon Kids' Choice Awards | 2025 | Favorite Female Breakout Artist         | Lisa                                              | Chưa công bố | [ 36 ]    |
| Premios Lo Nuestro              | 2023 | Crossover Collaboration of the Year     | "SG" (với DJ Snake, Ozuna và Megan Thee Stallion) | Đề cử        | [ 37 ]    |
| Seoul Music Awards              | 2022 | Main Award (Bonsang)                    | Lalisa                                            | Đề cử        | [ 38 ]    |
| Seoul Music Awards              | 2022 | Korean Wave Award                       | Lisa                                              | Đề cử        | [ 38 ]    |
| Seoul Music Awards              | 2022 | Popularity Award                        | Lisa                                              | Đề cử        | [ 38 ]    |
| Thailand Master Youth Club      | 2021 | Inspirational Role Model for Youth      | Lisa                                              | Đoạt giải    | [ 39 ]    |
| UK Music Video Awards           | 2024 | Best Pop Video International            | "Rockstar"                                        | Đề cử        | [ 40 ]    |
| Weibo Starlight Awards          | 2020 | Popular Artist of the Year              | Lisa                                              | Đoạt giải    | [ 41 ]    |
| Weibo Starlight Awards          | 2020 | Starlight Hall of Fame (Southeast Asia) | Lisa                                              | Đoạt giải    | [ 41 ]    |

## Những giải thưởng khác

### Danh dự nhà nước và văn hóa
| Quốc gia       | Năm  | Danh dự                                  | Tham khảo |
| -------------- | ---- | ---------------------------------------- | --------- |
| Thái Lan       | 2023 | Nhà lãnh đạo Đại sứ Văn hóa              | [ 42 ]    |
| Vương quốc Anh | 2023 | Huân chương Đế quốc Anh (MBE)            | [ 43 ]    |
| Thái Lan       | 2024 | Người con có tấm lòng hiếu thảo xuất sắc |           |

### Danh sách
| Tổ chức            | Năm  | Danh sách                                                             | Vị trí   | Tham khảo |
| ------------------ | ---- | --------------------------------------------------------------------- | -------- | --------- |
| Asian Hall of Fame | 2023 | Cultural Icon                                                         | Inducted | [ 44 ]    |
| Billboard          | 2024 | K-Pop Artist 100                                                      | 66th     | [ 45 ]    |
| Forbes             | 2025 | A Decade of 30 Under 30 Asia: Meet Some of the Most Successful Alumni | Placed   | [ 46 ]    |
| Forbes             | 2025 | Korea Power Celebrity 40                                              | 32nd     | [ 47 ]    |
| Gold House         | 2022 | A100 Most Impactful Asians List                                       | Placed   | [ 50 ]    |
| Gold House         | 2025 | A100 Most Impactful Asians List                                       | Placed   | [ 51 ]    |
| The Guardian       | 2019 | Best girl band members of all time                                    | 24th     | [ 52 ]    |
| Madame Tussauds    | 2025 | Hot 100                                                               | Placed   | [ 53 ]    |

### Kỷ lục thế giới
| Tổ chức                | Năm  | Kỷ lục                                                                   | Tác phẩm đạt kỷ lục | Tham khảo |
| ---------------------- | ---- | ------------------------------------------------------------------------ | ------------------- | --------- |
| Guinness World Records | 2021 | Most viewed YouTube music video by a solo artist in 24 hours             | "Lalisa"            | [ 55 ]    |
| Guinness World Records | 2021 | Most viewed YouTube music video in 24 hours by a solo K-pop artist       | "Lalisa"            | [ 55 ]    |
| Guinness World Records | 2022 | First solo K-pop winner at the MTV Video Music Awards                    | Lisa                | [ 56 ]    |
| Guinness World Records | 2022 | Fastest solo K-pop artist to reach 1 billion streams on Spotify (female) | Lisa                | [ 57 ]    |
| Guinness World Records | 2022 | First solo K-pop winner at the MTV Europe Music Awards                   | Lisa                | [ 56 ]    |
| Guinness World Records | 2023 | Most followers on Instagram for a K-pop artist                           | Lisa                | [ 56 ]    |
| Guinness World Records | 2023 | First album by a solo K-pop artist to reach 1 billion streams on Spotify | Lalisa              | [ 59 ]    |
| Guinness World Records | 2023 | First K-pop track by a solo artist to reach 1 billion streams on Spotify | "Money"             | [ 60 ]    |
| Guinness World Records | 2024 | Fastest time to reach one million followers on TikTok                    | Lisa                | [ 61 ]    |